# Sebastian Giovinco
Sebastian Giovinco (n. 26 ianuarie 1987, Torino), este un fotbalist italian retras din activitate. A jucat pe posturile de vârf retras, extremă sau mijlocaș ofensiv, fiind un bun dribleur, playmaker, pasator și executant de lovituri libere.
Din cauza înălțimii sale mici, dar și a vitezei și a abilităților tehnice, Giovinco a fost supranumit formica atomica („furnica atomică” după personajul inventat de Hanna-Barbera).

## Cariera
Sebastian Giovinco a fost interesat de fotbal încă de mic copil, astfel că Juventus l-a adus în 2001, la vârsta de 14 ani, în grupele de juniori ale echipei. A trecut pe la toate categoriile pentru a ajunge la Juventus Primavera cu care a și câștigat campionatul în sezonul 2005–2006. Încă de pe atunci antrenorul Vincenzo Chiarenza îi preconiza un viitor important în fotbalul mare. Debutul la echipa mare a lui Juve și l-a făcut în Serie B, pe data de 12 mai 2007, într-un meci pe teren propriu împotriva celor de la Bologna, intrând în teren în repriza a doua în locul lui Raffaele Palladino. Încă de la primul meci Seba, așa cum îl strigă apropiații, și-a demonstrat talentul pe faza ofensivă reușind un assist superb pentru David Trezeguet, care a marcat din fața porții. În sezonul următor el a fost împrumutat la Empoli FC, echipă toscană de Serie A care a participat și în Cupa UEFA.
Giovinco a marcat primul său gol în Serie A pe 30 septembrie 2007 în meciul pe care Empoli l-a câștigat în fața lui Palermo cu 3-1. Peste numai câteva săptămâni, pe 4 noiembrie, a reușit să marcheze un gol egalizator în ultimele minute ale partidei cu AS Roma, printr-o execuție din lovitură liberă comparată de mulți cu golul lui Ronaldinho din meciul cu Anglia de la Cupa Mondială din 2002.
Pe 25 iunie 2008 a fost confirmat faptul că Giovinco avea să revină la Juventus pentru sezonul 2008-2009 urmând a avea șansa de a evolua în UEFA Champions League. În total a adunat opt prezențe pentru Juventus, nereușind încă să înscrie primul său gol pentru Bătrâna Doamnă, dar talentul și vârsta îi oferă dreptul de a spera la un viitor la echipa din Torino.

### La națională
Giovinco a reprezentat Italia la toate nivelurile, începând cu echipa Under 16. A fost chemat în echipa U-21 a Italiei de către antrenorul Pierluigi Casiraghi pe 1 iunie 2007 făcându-și debutul într-un meci de calificare împotriva Albaniei. În acel meci a reușit un assist perfect pentru Acquafresca care a marcat unicul gol al partidei. A luat de asemenea parte la Turneul din 2008 de la Toulon, fiind votat cel mai bun jucător al competiției. Ultimul eveniment important la care a participat cu naționala este reprezentat de Jocurile Olimpice din 2008. Giovinco a făcut parte din echipa olimpică de fotbal a Italiei și a reușit să marcheze un gol în victoria de debut, 3-0 în fața celor din Honduras. Aventura olimpică a sa a luat sfârșit odată cu eliminarea azzurrinilor în semifinale cu scorul de 3-2 de către Belgia. Marchează primul gol la națională împotriva Japoniei.
| Italia | Italia  | Italia |
| An     | Meciuri | Goluri |
| ------ | ------- | ------ |
| 2011   | 6       | 0      |
| 2012   | 8       | 0      |
| 2013   | 3       | 1      |
| Total  | 17      | 1      |